# Sascha Piwowarowa

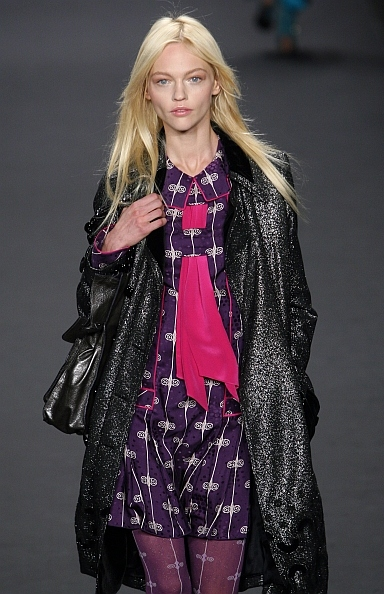
Sascha Piwowarowa (2008)

Alexandra „Sascha“ Igorewna Piwowarowa (russisch Александра „Саша“ Игоревна Пивоварова Aleksandra „Saša“ Igorevna Pivovarova; * 21. Januar 1985 in Moskau) ist ein Highfashion-Model aus Russland.
Zu Anfang war Piwowarowa bei einer russischen Agentur tätig, bis ihre Sedcard dann schließlich durch einen Freund zu IMG gelangte. Schon nach kurzer Zeit wurde das 175 cm große Model im Jahr 2005 für ihre erste Modenschau von dem Modelabel Prada gebucht. Schnell wurde sie zur Muse von Miuccia Prada und ist seit 2005 das Gesicht der Prada-Kampagnen.
Inzwischen hat Piwowarowa für Highfashion-Labels wie Chanel, Gucci, Marc Jacobs, Burberry Prorsum, Karl Lagerfeld, Givenchy, Valentino und Versace gemodelt. Fotos von Piwowarowa sind bisher in Magazinen wie der Vogue, Elle und Harper’s Bazaar erschienen.